# Carposina graminis
Carposina graminis là một loài bướm đêm thuộc họ Carposinidae. Nó là loài đặc hữu của Kauai.
Ấu trùng ăn các loài Metrosideros.